# Príbelce
Príbelce (węg. Fehérkút) – wieś (obec) na Słowacji położona w kraju bańskobystrzyckim, w powiecie Veľký Krtíš. Pierwsze wzmianki o miejscowości pochodzą z 1244 roku.
Według danych z dnia 31 grudnia 2012 roku, wieś zamieszkiwało 567 osób, w tym 293 kobiety i 274 mężczyzn.
W 2001 roku rozkład populacji względem narodowości i przynależności etnicznej wyglądał następująco:
- Słowacy – 98,66%
- Czesi – 0,5%
- Węgrzy – 0,5%

Ze względu na wyznawaną religię struktura mieszkańców kształtowała się w 2001 roku następująco:
- Katolicy rzymscy – 12,4%
- Ewangelicy – 84,92%
- Ateiści – 1,84%
- Nie podano – 0,84%